# Mende Jenő
Mende Jenő, Mendl (Bátorkeszi, 1883. június 3. – Budapest, Erzsébetváros, 1945. január 15.) fizikatanár, ismeretterjesztő szakíró.

## Élete
Mendl József (1852–1920) izraelita elemi iskolai tanító és Müller Anna (1852–1932) fia. Középiskolai tanulmányait a Szent Benedek-rend esztergomi Szent István Gimnáziumában végezte, majd a Budapesti Tudományegyetemen szerzett mennyiségtan–természettan szakos diplomát. Tanári munkáját 1905-ben Cegléden, az állami főgimnáziumban kezdte. 1912-ben a fővárosi Szent István Gimnáziumhoz, majd 1925-ben a Kölcsey Ferenc Gimnáziumhoz került, s 1940-ben ebből az iskolából ment nyugdíjba. 1921-ben két könyve jelent meg, az egyiket a radioaktivitásról, a másikat a rádióról írta. A Drótnélküli telegráfia című könyve elnyerte a Természettudományi Társulat Bugát-díját, és a Rauer-díjat. A továbbiakban még két könyve jelent meg a rádióról. Ő volt hazánkban az egyik első rádióamatőr.
Szakírói és fordítói munkásságának eredményeként sok száz írása jelent meg a Mathematikai és Physikai Lapok, a Középiskolai Matematikai és Fizikai Lapok, az Uránia, a Természettudományi Közlöny, és más lapok hasábjain.
1941 után származása miatt neve már nem szerepelhetett nyomtatásban. Három évig kényszerű hallgatás volt a része, azután eltűnt az ostromlott Budapesten. Halálának okozója egy gránátszilánk volt, mely a budapesti gettóban érte, a Kazinczy utca 41. szám alatt.

## Művei
- A drótnélküli telegráfia (1921)
- A világok keletkezése. Írta: Svante August Arrhenius. Fordította. (Budapest, 1921)
- A radioaktív anyagok (Budapest, 1922)
- Mennyiségtani érettségi feladatok gyűjteménye: gimnáziumok és reáliskolák számára (Budapest, 1923)
- A rádió-telefon. Kultúra és Tudomány, 47. (Budapest, 1924)
- Elektron és atom (Budapest, 1925)
- A rádiótelegráf és rádiótelefon (Budapest, 1925)
- Kepler (Budapest, 1930)
- A kezdő fizikus (Budapest, 1931)
- A légköri elektromosság felhasználása (Budapest, 1931)

## Cikkei
Ceglédi állami főgimnázium ért.
- A trigonometriai anyag beosztása. Földmérések (1910-1911. évfolyam, 1-23 1.)

Természettudományi Közlöny
- A Napról szóló ismeretek haladása (1910, 1911)
- A mágneses sugarakról (1912)
- Röntgen-féle sugarak szerkezete (1912)
- Újabb mozzanatok a drótnélküli telegráf és telefon haladásában (1913)
- A pozitív sugarakról; Az elemek keletkezése és átalakulása (1913)
- A telegrafon (1914)
- Elektromos hullámok keletkezésének újabb módja (1914)
- Újabb haladás a képek telegráfozásában (1914)
- A drót nélküli telegráfia jeleinek megvédése idegen állomásoktól (1914)
- Léghajók és repülőgépek felszerelése drótnélküli telegráffal (1914)
- A tenger alatt járó hajók messzelátója (1914)
- Léggömbök és tenger alatt járó hajók kormányzása távolból elektromos hullámokkal (1914)
- A kisülési sugarak (1914)
- Új tábori fényjelző (1915)
- Drótnélküli telegráf és telefonállomás (1915)
- A fényszórók (1915)
- A napfogyatkozás jelenségei (1915)
- Mozgóképek készítése repülő ágyúgolyókról napfényben (1916)
- A Δ-sugarakról
- Új rendszerű drótnélküli telegráf (1917)
- Az alumínium térfoglalása az elektrotechnikában (1917)
- Mechanika és kultúra. Fordítás.
- Rövid hullámhosszak a rádióban (1926)
- Újabb megfigyelések a rövidhullámok alkalmazásában (1927)
- Watt James (1936)
- Évfordulók az elektromosság körében (1936)